# Ralph Wendell Burhoe
Ralph Wendell Burhoe est un théologien et physicien américain. Né le 21 juin 1911 à Somerville (Massachusetts), il est l'un des premiers à étudier l'importance de la religion pour un monde scientifique et technologique. Il reçoit le Prix Templeton en 1980. Il meurt le 8 mai 1997 à Chicago.

## Biographie
Né le 21 juin 1911, à Somerville, Massachusetts, Burhoe étudie la météorologie et la climatologie à l'Université Harvard (1828-1932), mais n'obtient pas son diplôme. Il se lance alors dans des études de théologie à Andover avant de réintégrer Harvard et devenir météorologue. Devenu à partir de 1947 le directeur de l'Académie des arts et des sciences, il travaillera avec des éminents scientifiques comme l'astronome Harlow Shapley, le géologue Kirtley Mather (en), et le biologiste George Wald. 
En 1955, il fonde l'Institute on Religion in an Age of Science. Rédacteur en chef et fondateur de la revue Zygon: Journal of Religion & Science, il a mené une enquête passionnée sur les différences et les similitudes de la théologie et de la science. Il a joué un rôle majeur dans la poursuite interdisciplinaire des questions à la frontière de la science et de la religion en offrant un terrain d'entente pour le dialogue. 
En 1980, il a reçu le Prix Templeton pour le progrès de la Religion. Il est le premier Américain à recevoir ce Prix.
Il meurt le 8 mai 1997 à Hyde Park (Chicago).

## Œuvres
- Travaux Science and Human Values in the 21st Century, Philadelphia: Westminster Press 1971.
- Evolution and Man's Progess, avec Hudson Hoagland, Columbia, 1962.